# Luigina Gentili
Luigina Gentili – włoska brydżystka, World International Master (WBF), European Champion w kategorii Women (EBL).

## Wyniki brydżowe

### Zawody światowe
W światowych zawodach zdobyła następujące lokaty:
| Mistrzostwa Świata. Konkurencja teamów | Mistrzostwa Świata. Konkurencja teamów | Mistrzostwa Świata. Konkurencja teamów  | Mistrzostwa Świata. Konkurencja teamów | Mistrzostwa Świata. Konkurencja teamów | Mistrzostwa Świata. Konkurencja teamów |
| Rok                                    | Miejsce                                | Zawody                                  | Kategoria                              | Drużyna                                | Pozycja                                |
| -------------------------------------- | -------------------------------------- | --------------------------------------- | -------------------------------------- | -------------------------------------- | -------------------------------------- |
| 2011                                   | Veldhoven                              | 40. Mistrzostwa Świata Teamów           | Trans                                  | Italy CBC Gentili                      | 131                                    |
| 2010                                   | Filadelfia                             | 13. Seria Mistrzostw Świata             | Kobiety                                | Sombra e Agua Fresca                   | 9                                      |
| 1998                                   | Lille                                  | 10. Mistrzostwa Świata                  | Kobiety                                | Vandoni                                | 9                                      |
| 1996                                   | Rodos                                  | 1. Mistrzostwa Świata Teamów Mikstowych | Miksty                                 | Di Silvio                              | 46                                     |
| 1994                                   | Albuquerque                            | 9. Mistrzostwa Świata                   | Kobiety                                | Gianardi                               | 9                                      |

| Mistrzostwa Świata. Konkurencja par | Mistrzostwa Świata. Konkurencja par | Mistrzostwa Świata. Konkurencja par | Mistrzostwa Świata. Konkurencja par | Mistrzostwa Świata. Konkurencja par | Mistrzostwa Świata. Konkurencja par |
| Rok                                 | Miejsce                             | Zawody                              | Kategoria                           | Partner                             | Pozycja                             |
| ----------------------------------- | ----------------------------------- | ----------------------------------- | ----------------------------------- | ----------------------------------- | ----------------------------------- |
| 2010                                | Filadelfia                          | 13. Mistrzostwa Świata              | Kobiety                             | Angela Dossena                      | 16                                  |
| 2006                                | Werona                              | 12. Mistrzostwa Świata              | Kobiety                             | Maddalena Severgnini                | 16                                  |

### Zawody europejskie
W europejskich zawodach zdobyła następujące lokaty:
| Zawody europejskie. Konkurencja teamów | Zawody europejskie. Konkurencja teamów | Zawody europejskie. Konkurencja teamów | Zawody europejskie. Konkurencja teamów | Zawody europejskie. Konkurencja teamów | Zawody europejskie. Konkurencja teamów |
| Rok                                    | Miejsce                                | Zawody                                 | Kategoria                              | Drużyna                                | Pozycja                                |
| -------------------------------------- | -------------------------------------- | -------------------------------------- | -------------------------------------- | -------------------------------------- | -------------------------------------- |
| 2013                                   | Ostenda                                | 6. Otwarte Mistrzostwa Europy          | Seniorzy                               | Bardin                                 | 3                                      |
| 2009                                   | San Remo                               | 4. Otwarte Mistrzostwa Europy          | Kobiety                                | CBC Milano                             | 1                                      |
| 2002                                   | Ostenda                                | 7. Mistrzostwa Europy Mikstów          | Miksty                                 | Resta                                  | 72                                     |
| 2000                                   | Bellaria                               | 6. Mistrzostwa Europy Mikstów          | Miksty                                 | Frensis                                | 63                                     |
| 1989                                   | Turku                                  | 39. Mistrzostwa Europy Teamów          | Kobiety                                | Italy                                  | 5                                      |

| Zawody europejskie. Konkurencja par | Zawody europejskie. Konkurencja par | Zawody europejskie. Konkurencja par | Zawody europejskie. Konkurencja par | Zawody europejskie. Konkurencja par | Zawody europejskie. Konkurencja par |
| Rok                                 | Miejsce                             | Zawody                              | Kategoria                           | Partner                             | Pozycja                             |
| ----------------------------------- | ----------------------------------- | ----------------------------------- | ----------------------------------- | ----------------------------------- | ----------------------------------- |
| 2009                                | San Remo                            | 4. Otwarte Mistrzostwa Europy       | Kobiety                             | Maddalena Severgnini                | 28                                  |
| 2009                                | San Remo                            | 4. Otwarte Mistrzostwa Europy       | Miksty                              | Carlo Maria Gentili                 | 42                                  |
| 2005                                | Teneryfa                            | 2. Otwarte Mistrzostwa Europy       | Kobiety                             | Maddalena Severgnini                | 46                                  |
| 2001                                | Sorrento                            | 11. Mistrzostwa Europy Par          | Open                                | Maddalena Severgnini                | 280                                 |
| 2000                                | Bellaria                            | 6. Mistrzostwa Europy Mikstów       | Mikst                               | Giampaolo Franco                    | 24                                  |
| 1999                                | Malta                               | 44. Mistrzostwa Europy Teamów       | Kobiety                             | Annarita Azzimonti                  | 92                                  |
| 1999                                | Warszawa                            | 10. Mistrzostwa Europy Par          | Open                                | Annarita Azzimonti                  | 263                                 |
| 1997                                | Montecatini                         | 6. Mistrzostwa Europy Par Kobiet    | Kobiety                             | Annarita Azzimonti                  | 4                                   |
| 1989                                | Turku                               | 39. Mistrzostwa Europy Teamów       | Kobiety                             | Monica Cuzzi                        | 75                                  |

## Klasyfikacja
- Luigina Gentili – klasyfikacja WBF (ang.)
- Luigina Gentili – klasyfikacja EBL (ang.)